# Harisnyás Pippi új kalandjai
A Harisnyás Pippi új kalandjai (eredeti cím: The New Adventures of Pippi Longstocking) egész estés  svéd–amerikai film, amelyet Ken Annakin írt és rendezett. A zenéjét Misha Segal szerezte, a producer Gary Mehlman és Walter Moshay, a főszerepben Tami Erin látható.
Amerikában 1988. július 29-én mutatták be a mozikban.

## Szereplők
| Szereplő            | Színész          | Magyar hang | Leírás |
| ------------------- | ---------------- | ----------- | ------ |
| Harisnyás Pippi     | Tami Erin        | ?           |        |
| Efraim Longstocking | John Schuck      | ?           |        |
| Tommy               | David Seaman Jr. | ?           |        |
| Annika Settigren    | Cory Crow        | ?           |        |
| Miss Bannister      | Eileen Brennan   | ?           |        |
| Mrs. Settigren      | Dianne Hull      | ?           |        |
| Mr. Settigren       | Dennis Dugan     | ?           |        |